# 羊角棉
羊角棉（学名：Alstonia mairei）为夹竹桃科鸡骨常山属的植物，是中国的特有植物。分布于中国大陆的贵州、云南、四川等地，生长于海拔700米至1,500米的地区，一般生于山地疏林下岩石上，目前尚未由人工引种栽培。

## 别名
鸡舌头树（云南）；闹狗药、见血飞（贵州）